# 中部地方の乗合バス事業者
中部地方の乗合バス事業者一覧（ちゅうぶちほうののりあいバスじぎょうしゃいちらん）は、中部地方において路線バスを運行するバス事業者を県別にまとめた一覧である。
- 当一覧の掲載対象とする事業者は、以下の通りとする。
  1. 道路運送法第4条許可による「一般乗合旅客自動車運送事業」を行う事業者
  2. 2006年10月の道路運送法改正以前に21条許可による貸切代替バス（いわゆる21条バス）運行を行っていて、改正後も運行を続けている、いわゆる「みなし4条」事業者
- 以下の事業者は、掲載対象外とする。
  1. 自家用自動車（白ナンバー車）による有償運送での運行事業者
    - 80条バス運行事業者については、80条バス運行事業者一覧に記載すること。

  2. 乗合タクシー（乗車定員10名以下）のみを運行する事業者
    - 乗合タクシー運行事業者については、日本の乗合タクシー運行事業者一覧に記載すること。
- ▲印は会社事情（倒産・廃業・経営譲渡・吸収合併・民間移譲など）によりバス事業を終了した事業者

## 山梨県
- 栄和交通
- 南アルプス市企業局
- 富士急行
  - 富士急バス
    - ▲富士急平和観光（2014年12月富士急山梨バスに吸収合併）
- 山梨峡北交通
- 山梨交通
  - ▲山交タウンコーチ（2018年10月山梨交通に吸収合併）
    - ▲山梨貸切自動車（2017年10月山交タウンコーチに吸収合併）
    - ▲山梨交通観光バス（2012年10月山交タウンコーチに吸収合併）
- 山梨中央交通

## 長野県
- アルピコグループ
  - アルピコ交通
    - 松本電鉄バス（アルピコ交通本社）
    - 諏訪バス（2011年4月松本電気鉄道に吸収合併、アルピコ交通諏訪支社）
    - 川中島バス（2011年4月松本電気鉄道に吸収合併、アルピコ交通長野支社）
    - ▲アルピコハイランドバス（千曲市循環バス）（2009年1月松本電気鉄道に吸収合併）

  - アルピコタクシー（塩尻市地域振興バス・小谷村営バス）
    - ▲信州アルピコタクシー（2016年4月アルピコタクシーに吸収合併）
- WILLER EXPRESS
  - ▲WILLER EXPRESS北信越（2018年8月WILLER EXPRESSグループ各社と合併）
- 長電バス
- 伊那バス
- 中央アルプス観光
- 千曲バス
  - 東信観光バス
- ▲上田交通（1999年8月上電観光バスに移管）
  - 上田バス
- 信南交通
- おんたけ交通
- 草軽交通
- 西武観光バス
  - ▲西武高原バス（2017年4月西武観光バスに吸収合併）
- 関電アメニックス（北アルプス交通）
- ▲昌栄高速運輸（昌栄交通に移管）
  - 昌栄交通
- トラビスジャパン
- ジェイアールバス関東：小諸支店・長久保営業所・中央道支店・諏訪支店
- 信州観光バス（千曲市循環バス・坂城町循環バス）
- シンリク観光（千曲市循環バス）
- のざわ温泉交通
- やまびこ（大町市民バス)
- 伊那市（南アルプス林道バス）
- 南越後観光バス

## 新潟県
- 新潟交通
  - 新潟交通観光バス
  - 新潟交通佐渡
- 蒲原鉄道
  - ▲蒲鉄小型バス（2010年9月末で乗合バス事業を廃止）
- 越後交通
  - ▲北越後観光バス（旧・越後柏崎観光バス。2017年10月に越後交通に合併され消滅）
  - 南越後観光バス
- 頸城自動車
  - くびき野バス
  - 頸北観光バス
  - 糸魚川バス
  - 東頸バス
  - 頸南バス
- ▲アルピコ交通（2012年9月末で妙高営業所を頸南バスに移管し撤退）
  - ▲川中島バス（2011年4月松本電気鉄道に吸収合併）
- 泉観光バス（五泉市ふれあいバスなど）
  - アイケー・アライアンス
- ウエスト観光バス
- 越佐観光バス（燕市循環バス）
- 長電バス
- サンライズカンパニー（高速バスのみ）

## 富山県
- 富山地方鉄道
  - ▲富山地鉄北斗バス（2021年4月に富山地方鉄道に吸収合併）
- 立山黒部貫光
  - ▲立山開発鉄道（2005年合併）
- 加越能バス
- イルカ交通
- 海王交通（射水市コミュニティバス）
- 三島野観光（射水市コミュニティバス）
- エムアールテクノサービス（射水市コミュニティバス）
- 厚生連高岡病院（特定輸送のみ）

## 石川県
- 北陸鉄道
  - 北鉄加賀バス
    - ▲加賀温泉バス（2021年7月に小松バスと合併）
    - ▲小松バス（2021年7月に加賀温泉バスと合併）

  - 北鉄白山バス
  - 北鉄金沢バス
  - 北鉄能登バス
  - 北鉄奥能登バス
- 西日本ジェイアールバス
- 丸一観光
- 北日本観光自動車
- 中日本ツアーバス（高速バスのみ）
- ののいちバス（野々市市コミュニティバス）
- 日本海観光バス
- 能登島交通
- 田鶴浜交通（七尾市コミュニティバス）

## 福井県
- 京福バス
  - ▲京福リムジンバス（2022年4月に京福バスと合併）
  - 福井交通
- 福井鉄道
  - 大和交通
  - レインボー観光自動車
- 敦賀海陸運輸
- 敦賀観光バス
- 三福タクシー
- 鯖江交通
- 鯖江高速観光バス
- つつじ
- 大福交通
- 大野観光自動車
- 朝日自動車
- 越前観光
- ニュー交通観光
- 十郷観光

## 岐阜県

### 美濃地区
- ▲名古屋鉄道（2004年10月岐阜乗合自動車と名鉄バスに移管）
  - 岐阜乗合自動車
    - ▲岐阜バスコミュニティ（2017年4月岐阜乗合自動車に吸収合併）
    - ▲岐阜バスコミュニティ八幡（2012年9月バス事業から撤退）
    - ▲岐阜バス観光（2017年4月岐阜乗合自動車に吸収合併）

  - 名鉄バス
  - 東濃鉄道
  - 北恵那交通
  - 濃飛乗合自動車
- ▲岐阜市交通事業部（2005年4月岐阜乗合自動車に譲渡）
- 名阪近鉄バス
- 平和コーポレーション
- おんたけ交通
- ドライビングサービス
- 日本タクシー
- 岐阜羽島バス・タクシー
- スイトトラベル
- 白鳥交通
- 八幡観光バス

### 飛騨地区
- 濃飛乗合自動車
- ▲おんたけ交通
- ▲白鳥交通
- 岐阜乗合自動車
  - ▲岐阜バスコミュニティ八幡（2012年9月バス事業から撤退）
- 白山タクシー

## 静岡県

### 伊豆地区
- ▲東海自動車（1999年4月地域子会社に移管）
  - 東海バス
    - ▲伊豆東海バス（2020年4月東海バスグループ各社と合併）
    - ▲南伊豆東海バス（2020年4月東海バスグループ各社と合併）
    - ▲西伊豆東海バス（2020年4月東海バスグループ各社と合併）
    - ▲新東海バス（2020年4月東海バスグループ各社と合併）
    - ▲東海バスオレンジシャトル（2020年4月東海バスグループ各社と合併）
- ▲箱根登山鉄道（2002年10月伊豆東海バスに移管）
  - ▲沼津箱根登山自動車（2002年10月沼津東海バスに移管）
- ▲伊豆箱根鉄道（2006年10月伊豆箱根自動車に移管）
  - 伊豆箱根バス
  - ▲伊豆下田バス（2007年解散、現・東海バス）

### 東部地区
- 富士急行
  - 富士急シティバス
  - 富士急静岡バス
    - ▲岳南鉄道（1998年4月富士急静岡バスに移管）

  - 石川タクシー富士　※富士市コミュニティバス「こうめ」
- 山梨交通
  - ▲山交タウンコーチ（2018年10月山梨交通に吸収合併）

### 中部（静岡）地区
- しずてつジャストライン
- ジェイアール東海バス（高速バスのみ）
- 大鉄アドバンス
- 信興バス　※由比コミュニティバス「ゆいバス」
- 日本平自動車

### 西部（遠州・浜松）地区
- 遠州鉄道（遠鉄バス）
  - ▲浜松市交通部（1986年遠州鉄道に民間移譲）
- 秋葉バスサービス
- 掛川バスサービス
- 浜松バス
- ジーネット　※掛川市循環バス
- ジェイアールバス関東：新城支店
- WILLER EXPRESS：清水BASE

## 愛知県

### 尾張地区
- 名古屋市交通局
- ▲名古屋鉄道（2004年10月名鉄バスと岐阜乗合自動車に移管）
  - 名鉄バス
    - ▲名鉄バス中部（2018年7月名鉄バスに吸収合併）

  - 知多乗合
  - 岐阜乗合自動車
    - ▲岐阜バスコミュニティ（2017年4月岐阜乗合自動車に吸収合併）

  - 東濃鉄道
- 三重交通
- 名阪近鉄バス
- あおい交通
- ▲名古屋遊覧バス
- レスクル

### 三河地区
- ▲名古屋鉄道（2004年10月名鉄バスに移管）
  - 名鉄バス
    - ▲名鉄バス東部（2018年7月名鉄バスに吸収合併）

  - 名鉄東部交通
  - ▲豊橋鉄道（2007年10月豊鉄バスに移管）
    - 豊鉄バス
    - 豊鉄ミデイ
- 豊栄交通
- オーワ
- 豊田交通
- 西三交通
- 愛知つばめ交通
- 岡東運輸